# Crieff
Crieff är en ort i Storbritannien.   Den ligger i kommunen Perth and Kinross och riksdelen Skottland, i den norra delen av landet, 600 km norr om huvudstaden London. Crieff ligger 84 meter över havet och antalet invånare är 6 685.
Terrängen runt Crieff är kuperad åt nordväst, men åt sydost är den platt. Runt Crieff är det ganska glesbefolkat, med 27 invånare per kvadratkilometer. Crieff är det största samhället i trakten. Omgivningarna runt Crieff är en mosaik av jordbruksmark och naturlig växtlighet.